# Самба, Черно
Черно Самба (англ. Cherno Samba; род. 10 января 1985, Банжул, Гамбия) — гамбийский и английский футболист, нападающий. Выступал за основную сборную Гамбии, до этого — за юношеские сборные Англии всех возрастов (от U-15 до U-20).

## Карьера
13-летний Самба вызвал сенсацию, когда он забил 132 гола в 32 играх за один сезон. Он поступил в академию клуба «Миллуолл», где продолжал показывать хорошие результаты, и вскоре им заинтересовались «Манчестер Юнайтед», «Арсенал» и «Ливерпуль». Последний предлагал «Миллуоллу» 1,5 млн фунтов стерлингов за трансфер игрока, однако «Миллуолл» отклонил предложение. Майкл Оуэн лично звонил Самбе с предложением о переходе. Многие британские футбольные газеты писали о молодом даровании. Однако, в последующие годы Самба не смог выступать на таком же уровне — как оказалось, потрясающие физические параметры Самбы давали ему преимущество в его первые годы, но как только игроки вокруг него также выросли, он уже не мог ничем выделиться. В 2004 он оставил «Миллуолл», чтобы построить карьеру в Испании выступая за «Кадис», однако более никаких успехов он не добился. Впоследствии Самба выступал за дубль испанской «Малаги» (аренда), английские «Плимут» и «Рексем» (аренда), финский «Хака». Единственный мяч в официальных взрослых соревнованиях забил за «Плимут».
«Рад, что это случилось со мной, когда я был молод. Я должен был расти быстрее. Но я получил хороший урок. Это сделало меня более сильным человеком, я понял, что Вы можете быть в одну минуту наверху, а в следующую — последним человеком на земле. Теперь я знаю, что нужно быть скромным. Независимо от того, насколько Вы хороши — Вы должны постоянно работать».Черно Самба в интервью The Observer, 13 февраля 2005.

## Сборная
Выступал на всех уровнях юношеских и молодёжных сборных Англии до 20 лет.
В августе 2008 года он был вызван в сборную Гамбии на матч отборочного турнира ЧМ-2010 против Либерии, и 6 сентября 2008 года состоялось его первое появление в составе сборной — Самба вышел на последних минутах матча. 9 января 2010 года в канун своего дня рождения в товарищеском матче против Туниса он забил свой первый гол за сборную.